# Sandra Ciesek
Sandra Ciesek (née le 25 février 1978 à Goslar) est une médecin et virologue allemande. Elle est directrice de l'Institut de virologie médicale (Institut für Medizinische Virologie) à l'hôpital universitaire de Francfort (de) et professeure de virologie médicale à l'Université Johann Wolfgang Goethe de Francfort-sur-le-Main. Elle recherche notamment des formes de thérapie pour l'hépatite C et, plus récemment, des traitements contre le Covid-19.

## Carrière
Sandra Ciesek étudie la médecine à l'université de Göttingen et à l'École de médecine d'Hanovre (de) (MHH)  où elle obtient un doctorat en 2004 avec une thèse sur l'influence de certaines cellules dendritiques sur l'infection par l'hépatite C. Elle démontre que ces cellules peuvent détruire les cellules infectées — ce qui n'est plus le cas chez les patients atteints d'hépatite C — de sorte que cela pourrait être une cause du développement d'une infection chronique par l'hépatite C. La thèse obtient plusieurs prix. 
Elle travaille ensuite comme médecin assistante à la MHH jusqu'en 2009. 
De 2009 à 2012, elle participe, comme assistante de recherche, à un projet sur de nouvelles approches thérapeutiques pour l'hépatite C, à Twincore, un centre de recherche conjoint du MHH et du Centre Helmholz pour la recherche sur les infections (de). Elle obtient une habilitation en gastro-entérologie expérimentale avec une thèse en 2011 sur l'immunosuppression optimale chez les patients atteints d'hépatite C après une greffe du foie.  En 2013, elle passe son examen de spécialiste en médecine interne et gastro-entérologie. 
Depuis 2011, Sandra Ciesek dirige le groupe de travail sur les hépatites virales au MHH, où elle est nommée professeure adjointe de médecine interne en 2016. Peu de temps après, en mars 2016, elle est nommée professeure de virologie à la faculté de médecine de l'université de Duisbourg et Essen et assure la fonction de directrice adjointe de l'Institut de virologie. Elle achève une deuxième spécialisation en microbiologie, virologie et épidémiologie des infections en 2018, à peu près en même temps qu'une maîtrise en administration de la santé publique à l'université Friedrich-Alexander d'Erlangen-Nuremberg. 
Sandra Ciesek est directrice de l'Institut de virologie médicale de l'hôpital universitaire de Francfort depuis le printemps 2019 et professeure de virologie médicale à l'université Goethe. 

### Pandémie de Covid-19
Depuis 2020, elle effectue de la recherche sur le SRAS-CoV-2, un coronavirus. En février 2020, son équipe de l'hôpital universitaire de Francfort teste 126 Allemands rapatriés de Wuhan, dont deux s’avèrent positifs au SARS-CoV2, l'un des deux n'ayant aucun symptôme. Elle démontre ainsi que des personnes asymptomatiques peuvent être porteuses et donc transmettre le virus.  L'autre enseignement de ces travaux, c'est qu'un prélèvement de gorge est suffisant pour détecter le virus, un échantillon provenant des voies respiratoires profondes n'est plus nécessaire,. 
En mars 2020, dès le déclenchement de la pandémie, la Fondation Johanna Quandt accorde un financement de 250 000 euros à l'université Goethe pour ses recherches sur des médicaments efficaces contre le Covid-19 et ce, dans les 24 heures suivant le dépôt de la demande de recherche.  Depuis septembre 2020, Sandra Ciesek intervient, en alternance avec Christian Drosten, dans le podcast de la NDR, Coronavirus-Update, où elle explique les contextes scientifiques de la pandémie de Covid-19.

## Distinctions
- 2004 : Prix doctoral de la Société des amis de la faculté de médecine de Hanovre (Gesellschaft der Freunde der Medizinischen Hochschule Hannover)[4]
- 2004 : Prix Ismar Boas pour les thèses exceptionnelles de la Société allemande de gastro-entérologie, de maladies digestives et métaboliques (Deutsche Gesellschaft für Gastroenterologie, Verdauungs- und Stoffwechselkrankheiten)[11]
- 2010 : Prix Martin Gülzow de la Société allemande de gastro-entérologie, de maladies digestives et métaboliques (Deutsche Gesellschaft für Gastroenterologie, Verdauungs- und Stoffwechselkrankheiten)[12]
- 2011 : Prix de la prévention de la Société allemande de médecine interne[13]
- 2013 : Prix GASL de la Fondation YAEL pour des travaux scientifiques remarquables[14]
- 2021 : Professeure des universités de l'année[1]
- 2021 : Médaille Urania[15].

## Publications (sélection)
- (de) Phänotyp und Funktion humaner CD1c-positiver dendritischer Zellen: Bedeutung für die Hepatitis-C-Virus-Infektion, Hanovre, 2004
- (de) Die Hepatitis-C-Virusinfektion nach Lebertransplantation: molekularvirologische Untersuchungen zur optimalen Immunsuppression, Hanovre, 2010
- (en) Evidence of SARS-CoV-2 Infection in Returning Travelers from Wuhan, China, in New England Journal of Medicine, 2020 Lire en ligne
- (en) SARS-CoV-2 asymptomatic and symptomatic patients and risk for transfusion transmission, in Transfusion , 2020
- (en) Ad hoc laboratory-based surveillance of SARS-CoV-2 by real-time RT-PCR using minipools of RNA prepared from routine respiratory samples , 2020